# Grądzkie (Wydminy)
Grądzkie (deutsch Grondzken, 1938 bis 1945 Funken) ist ein Ort in der polnischen Woiwodschaft Ermland-Masuren und gehört zur Landgemeinde Wydminy (Widminnen) im Powiat Giżycki (Kreis Lötzen).

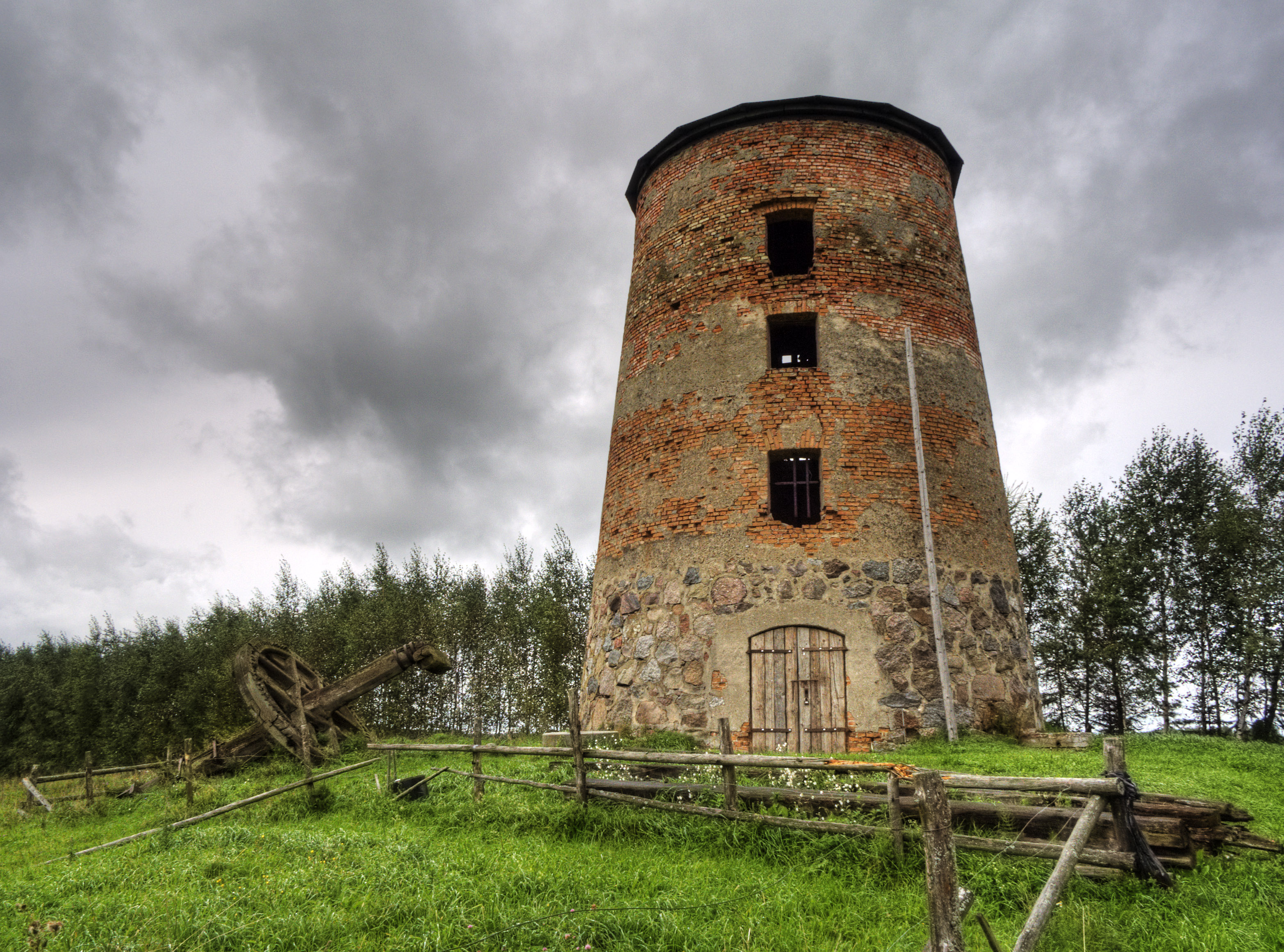
Ruine der Holländermühle in Grądzkie

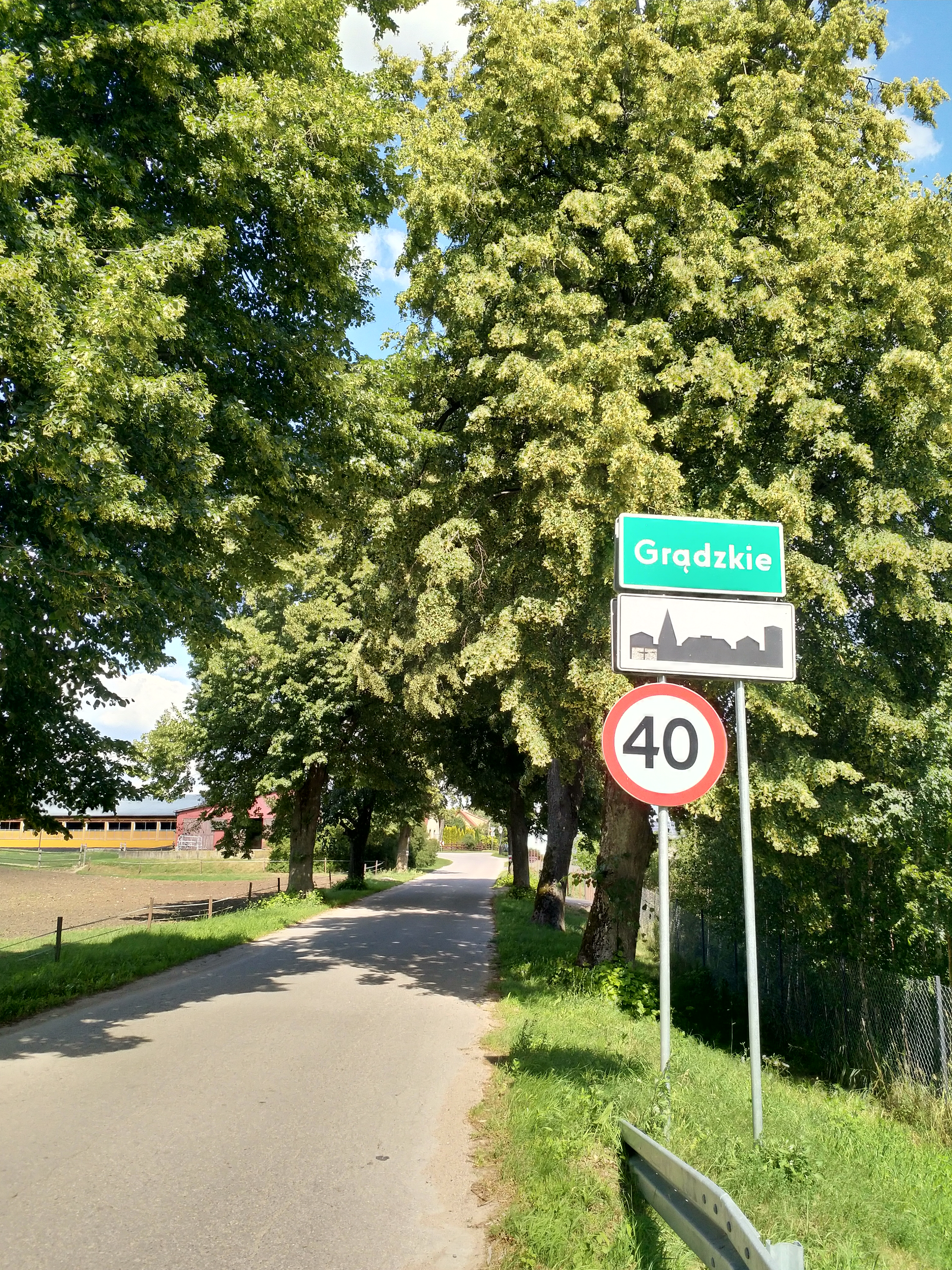
(2023)

## Geographische Lage
Grądzkie liegt am Nordufer des Gablick-Sees (polnisch Jezioro Gawlik) in der östlichen Mitte der Woiwodschaft Ermland-Masuren, 23 Kilometer östlich der Kreisstadt Giżycko (Lötzen).

## Geschichte
Das kleine 1785 Gruntzken, 1818 Gronsken und bis 1938 Grondzken genannte Dorf war von 1874 bis 1945 in den Amtsbezirk Orlowen (polnisch Orłowo) eingegliedert. Er gehört zum Kreis Lötzen im Regierungsbezirk Gumbinnen (1905 bis 1945: Regierungsbezirk Allenstein) in der preußischen Provinz Ostpreußen. Im gleichen Zeitraum war Grondzken dem Standesamt Orlowen zugeordnet.
Im Jahre 1910 zählte Grondzken 523 Einwohner, 1933 waren es 498. 
Aufgrund der Bestimmungen des Versailler Vertrags stimmte die Bevölkerung im Abstimmungsgebiet Allenstein, zu dem Grondzken gehörte, am 11. Juli 1920 über die weitere staatliche Zugehörigkeit zu Ostpreußen (und damit zu Deutschland) oder den Anschluss an Polen ab. In Grondzken stimmten 400 Einwohner für den Verbleib bei Ostpreußen, auf Polen entfiel keine Stimme.
Am 3. Juni (amtlich bestätigt am 16. Juli) des Jahres 1938 wurde Grondzken aus politisch-ideologischen Gründen der Vermeidung fremdländisch klingender Ortsnamen in „Funken“ umbenannt. 1939 zählte das Dorf 453 Einwohner.
In Kriegsfolge kam der Ort 1945 mit dem gesamten südlichen Ostpreußen zu Polen und trägt seither die polnische Namensform „Grądzkie“. Er ist jetzt Sitz eines Schulzenamtes (polnisch sołectwo) und somit eine Ortschaft im Verbund der Landgemeinde Wydminy (Widminnen) im Powiat Giżycki (Kreis Lötzen), vor 1998 der Woiwodschaft Suwałki, seither der Woiwodschaft Ermland-Masuren zugehörig.

## Religionen
Bis 1945 war Grondzken in die evangelische Kirche Orlowen in der Kirchenprovinz Ostpreußen der Kirche der Altpreußischen Union und in die katholische Pfarrkirche St. Bruno Lötzen im Bistum Ermland eingepfarrt.
Heute gehört Grądzkie zur evangelischen Kirchengemeinde Wydminy, einer Filialgemeinde der Pfarrei Giżycko in der Diözese Masuren der Evangelisch-Augsburgischen Kirche in Polen bzw. zur katholischen Pfarrkirche St. Kasimir in Orłowo im Bistum Ełk der Römisch-katholischen Kirche in Polen.

## Verkehr
Grądzkie ist lediglich auf zwei zum Teil recht unwegsamen Nebenstraßen zu erreichen: aus nördlicher Richtung von Wolisko (deutsch Walisko, 1938 bis 1945 Waldsee) über Lipowo (deutsch Lipowen, 1928 bis 1945 Lindenheim), aus südlicher Richtung von Gawliki Wielkie (deutsch Groß Gablick).
Bis 1945 war Grondzken resp. Funken Bahnstation an der Bahnstrecke Kruglanken–Marggrabowa (Oletzko)/Treuburg (polnisch Kruklanki–Olecko). Aufgrund der Zerstörungen durch Kriegseinwirkung wurde die Strecke nicht mehr reaktiviert.